# Rhian Griffiths
Rhian Griffiths (Port Talbot, 11 december 1980) is een dart-speelster uit Wales.
Griffiths haalde de halve finale van de BDO World Trophy in 2016, maar verloor van Deta Hedman. Ze plaatste zich voor de BDO World Darts Championship 2017. Ze verloor in de eerste ronde van Anastasia Dobromyslova.  Ze plaatste zich voor de BDO World Darts Championship 2018. Ze verloor in de eerste ronde van Lisa Ashton. Ze won de WDF Europe Cup Koppels in 2016 met Rhian Edwards. Ze wonnen de finale van het Engelse koppel  Deta Hedman en Lorraine Winstanley.

## Resultaten op Wereldkampioenschappen

### BDO
- 2017: Laatste 16 (verloren van Anastasia Dobromyslova met 1-2)
- 2018: Laatste 16 (verloren van Lisa Ashton met 0-2)

### WDF
- 2015: Laatste 64 (verloren van Lisa Ashton met 1-4)

## Resultaten op de World Matchplay

### PDC Women’s
- 2022: Kwartfinale (verloren van Lorraine Winstanley met 3-4)